# خانه لاله
خانه لاله مربوط به دوره قاجار - دوره پهلوی است و در بیرجند، خیابان انقلاب، کوچه شهید فلکی واقع شده و این اثر در تاریخ ۲۰ آذر ۱۳۷۹ با شمارهٔ ثبت ۲۹۴۱ به‌عنوان یکی از آثار ملی ایران به ثبت رسیده است.